# Hounslow (borough)
Hounslow (London Borough of Hounslow) is een Engels district of borough in de regio Groot-Londen, gelegen in het westen van de metropool. De borough telt 269.100 inwoners. De oppervlakte bedraagt 56 km². De hoofdplaats is Hounslow.
Van de bevolking is 11,5% ouder dan 65 jaar. De werkloosheid bedraagt 3,3% van de beroepsbevolking (cijfers volkstelling 2001).

## Wijken in Hounslow
- Brentford
- Chiswick
- Feltham
- Gunnersbury
- Hanworth
- Heston
- Hounslow
- Isleworth
- Osterley
- Turnham Green